# Sans-Souci
Sans-Souci – dawna królewska rezydencja Henriego Christophe'a w okolicach miasta Milot w północnym Haiti. Jej ruiny wraz z pobliską twierdzą Citadelle La Ferrière wpisano w 1982 roku na listę światowego dziedzictwa UNESCO. 
Budynek pałacu, wzniesiony w 1812 roku, miał w założeniu twórców dorównać splendorem Wersalowi we Francji. Budowla została zniszczona przez trzęsienie ziemi w 1842 roku i nigdy jej już nie odbudowano. Obecnie kompleks ruin częściowo porośnięty jest już tropikalnym lasem.